# Ex-voto
Un ex-voto est une offrande votive faite à un dieu en demande d'une grâce ou en remerciement d'une grâce obtenue à l'issue d'un vœu (votum) formulé en ce sens.
Ces objets peuvent prendre de multiples formes et être réalisés dans de nombreux matériaux. Dans l'Antiquité romaine, il s'agit majoritairement de petites statuettes ou de plaques anatomiques, d'inscriptions sur tôles de bronze commémorant le vœu contracté et rappelant l'identité du contractant ; dans la religion chrétienne, il s'agit principalement de crucifix, de plaquettes de métal estampé, de tableaux, de petites inscriptions sur plaques de marbre, mais aussi, selon les régions et les sujets des prières, d'objets en lien avec la grâce accordée : maquettes de bateaux, t-shirts de sportifs, volants d'automobiles, médailles militaires, etc.
Ex voto est une locution latine qui signifie « d'après le vœu » (« conformément à ce qui a été souhaité »). Se dit aussi, par dénigrement, d'un mauvais tableau dont le sujet est pieux.

## Origines du terme
Étymologiquement, ex-voto est un emprunt à la langue latine attesté pour la première fois en 1643 chez Saint-Amant (Saint-Amant, Poésies).
Le terme est composé du latin ex (« à la suite de », « selon ») et de voto (venant de votum, « vœu »), dérivé de vovere votum (« faire un vœu ») et il est issu de l’expression ex voto suscepto signifiant « en conséquence d’un vœu souscrit ».
Les dictionnaires en proposent tous une définition similaire, à quelques variantes près : « objet placé dans un lieu vénéré en accomplissement d’un vœu ou en signe de reconnaissance ».
Les encyclopédies liturgiques (tel le Dictionnaire d’archéologie chrétienne et de liturgie dans les articles « ex-voto » et « donarium ») renvoient aux termes officiels de la législation canonique : Donarium, donaria, donaria votiva et tabellæ votivæ.

## Fonction et typologie cultuelle

### Trois formes de gestes
On distingue principalement deux aspects primordiaux pour la compréhension du geste votif : 
- Dans un premier cas, l'objet est destiné à appuyer une demande auprès d’une divinité. On parle également d’offrande propitiatoire.
- Dans le second, à remercier d’une grâce obtenue. On parle d’offrande gratulatoire.
- Une dernière forme d’offrande est parfois attestée ; elle consiste à déposer un ex-voto, uniquement afin de se rappeler à la mémoire de la divinité invoquée, en l'attente d'un vœu formulé mais encore inaccompli. On parle d'offrande surérogatoire.

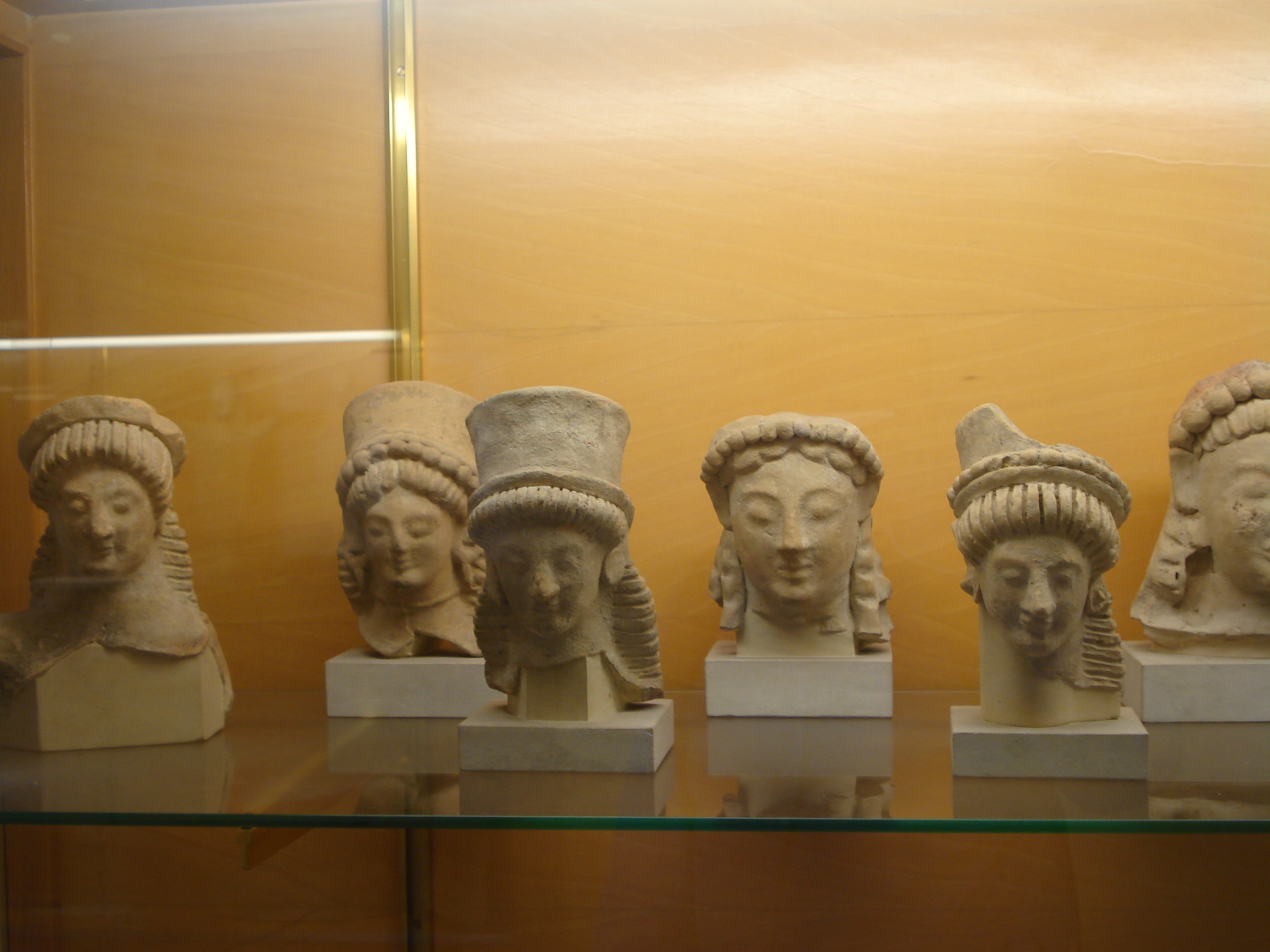
Exemple d'ex-voto figurés, en terre cuite, provenant de la cité grecque de Sélinonte (Sicile).
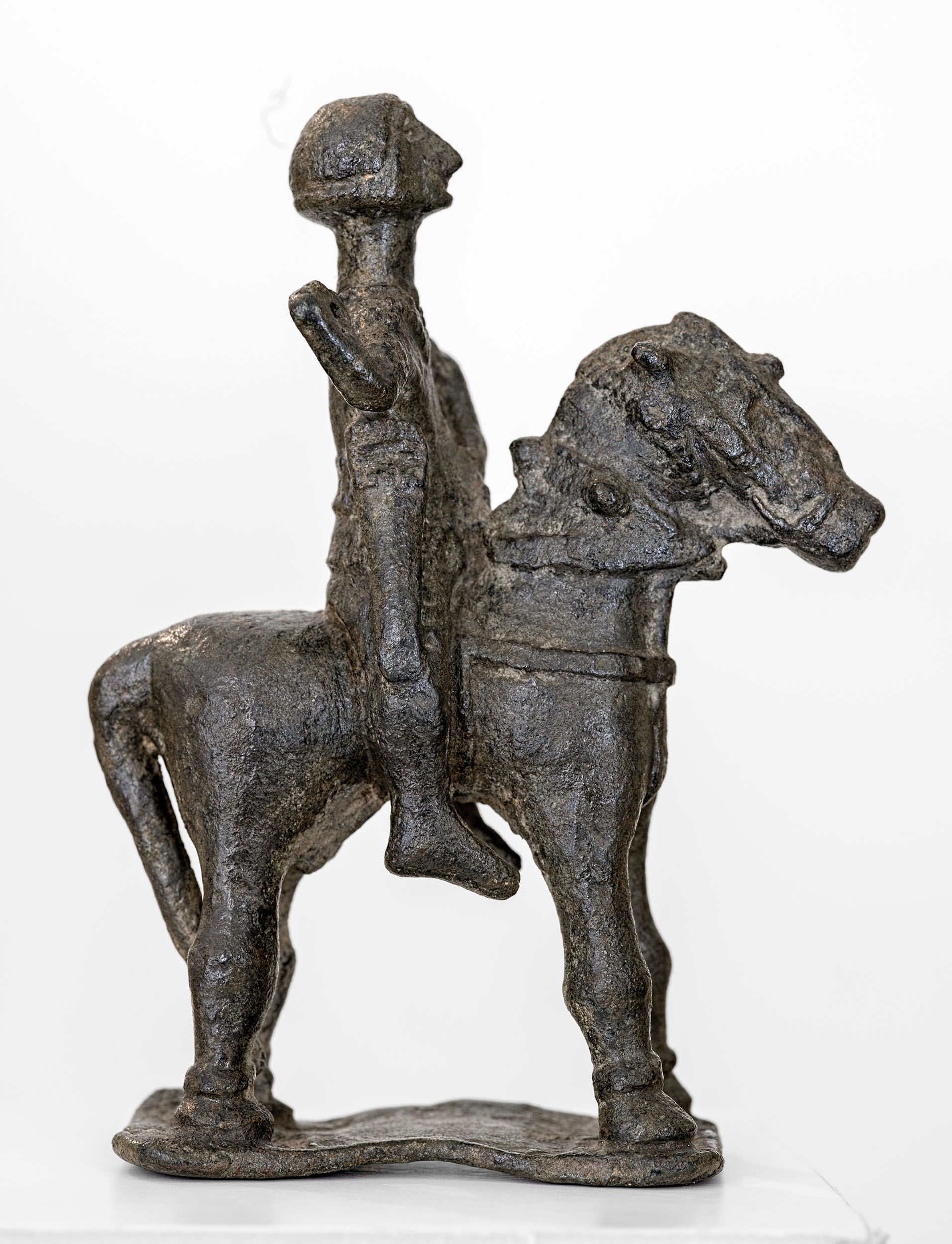
Ex-voto celtibérique représentant un cavalier.
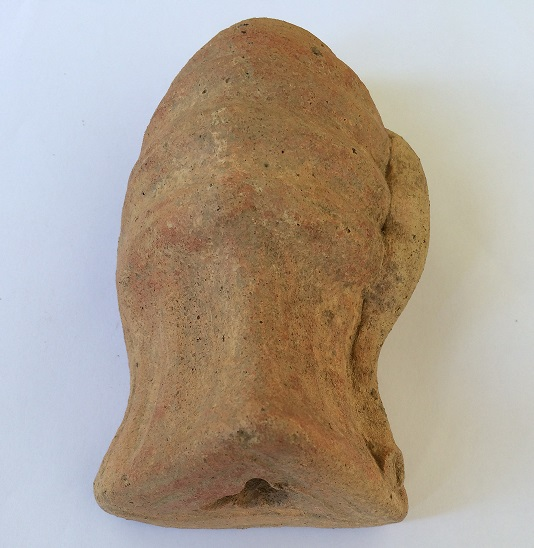
Ex-voto anatomique représentant un utérus (époque hellénistique).
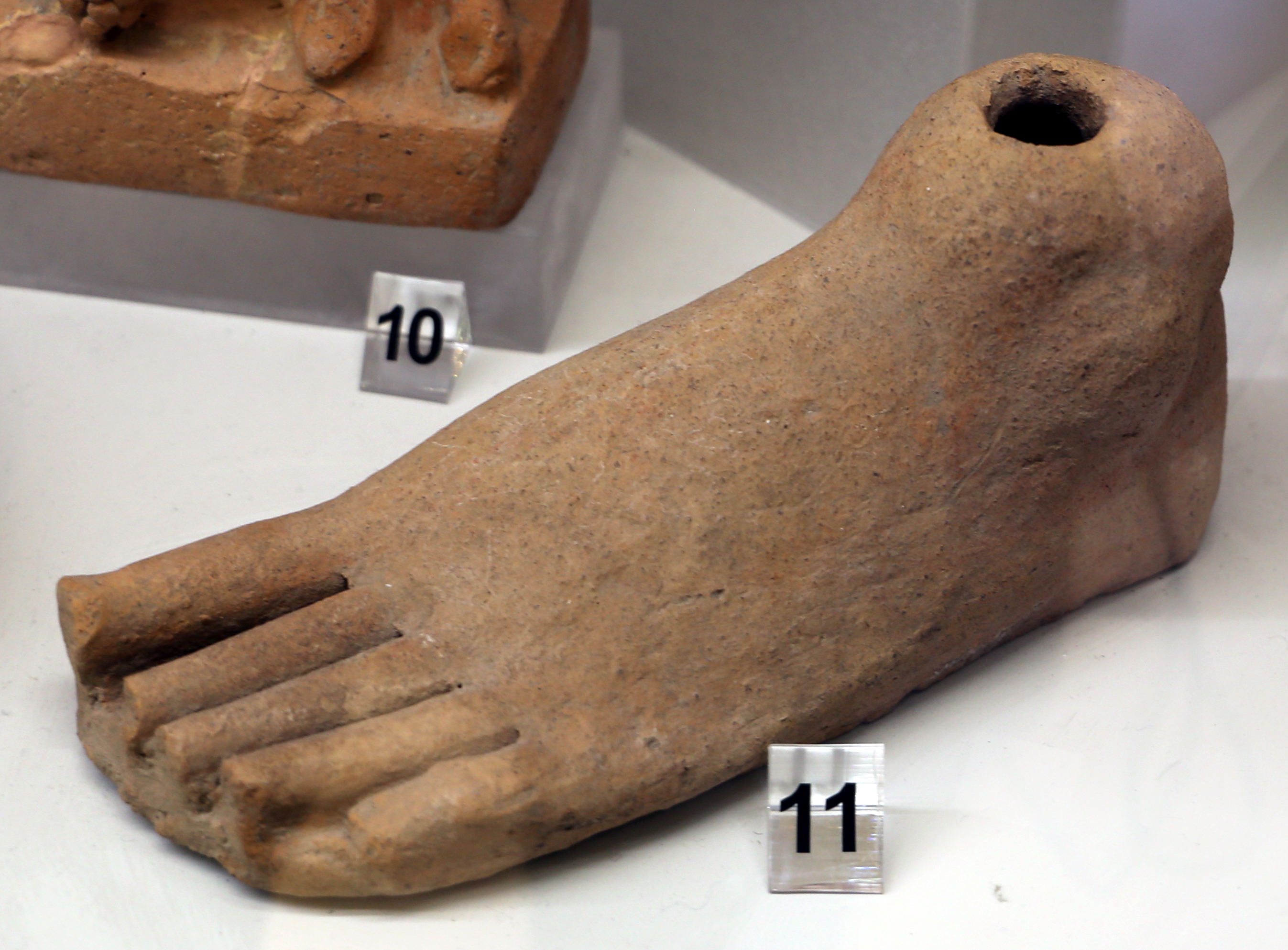
Ex-voto anatomique représentant un pied (Vulci, époque hellénistique).
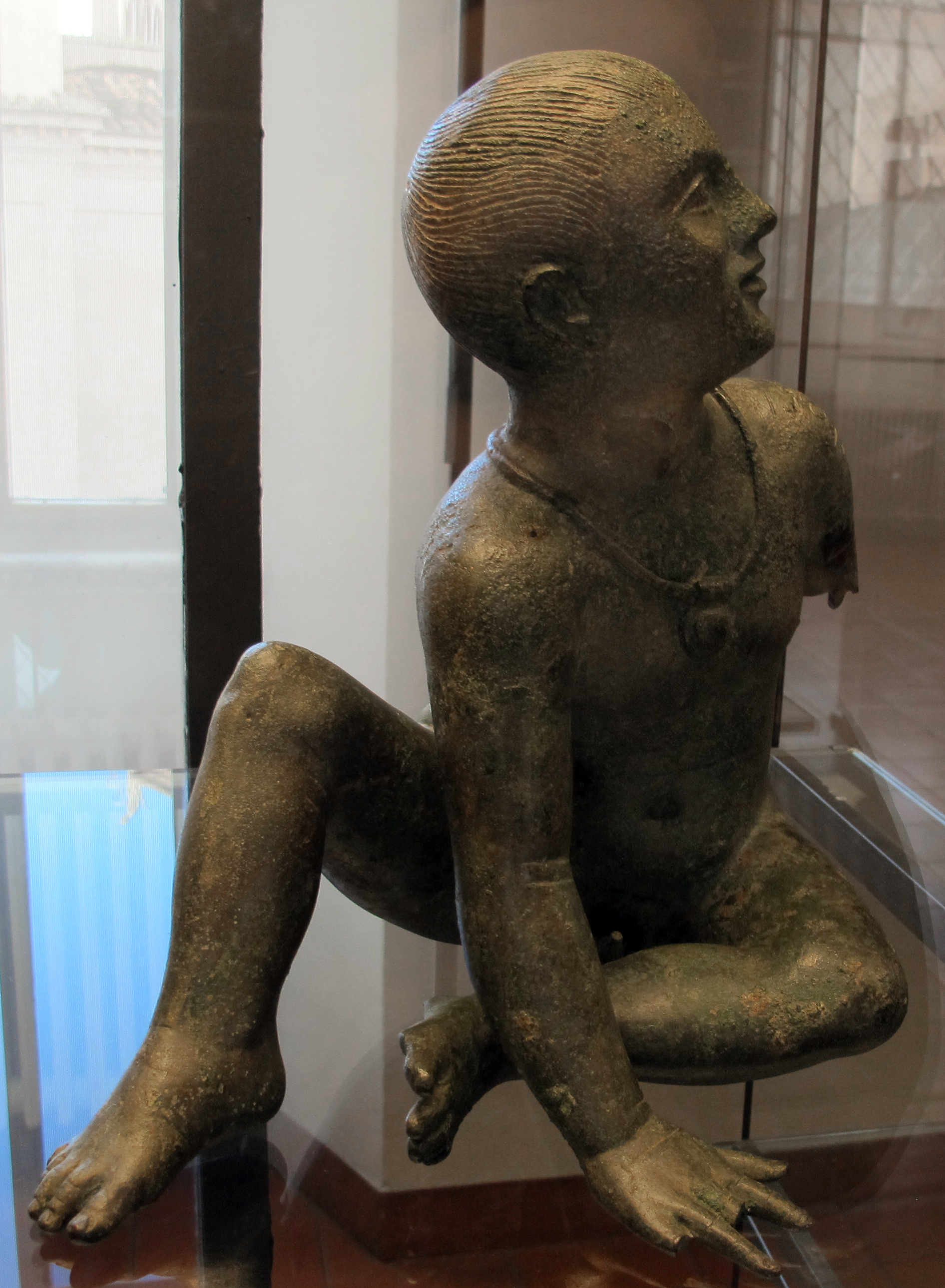
Le « putto carrara », ex-voto figuré dédié au dieu Selvans, découvert à Tarquinia (ca. 310 - 290 av. J.-C).
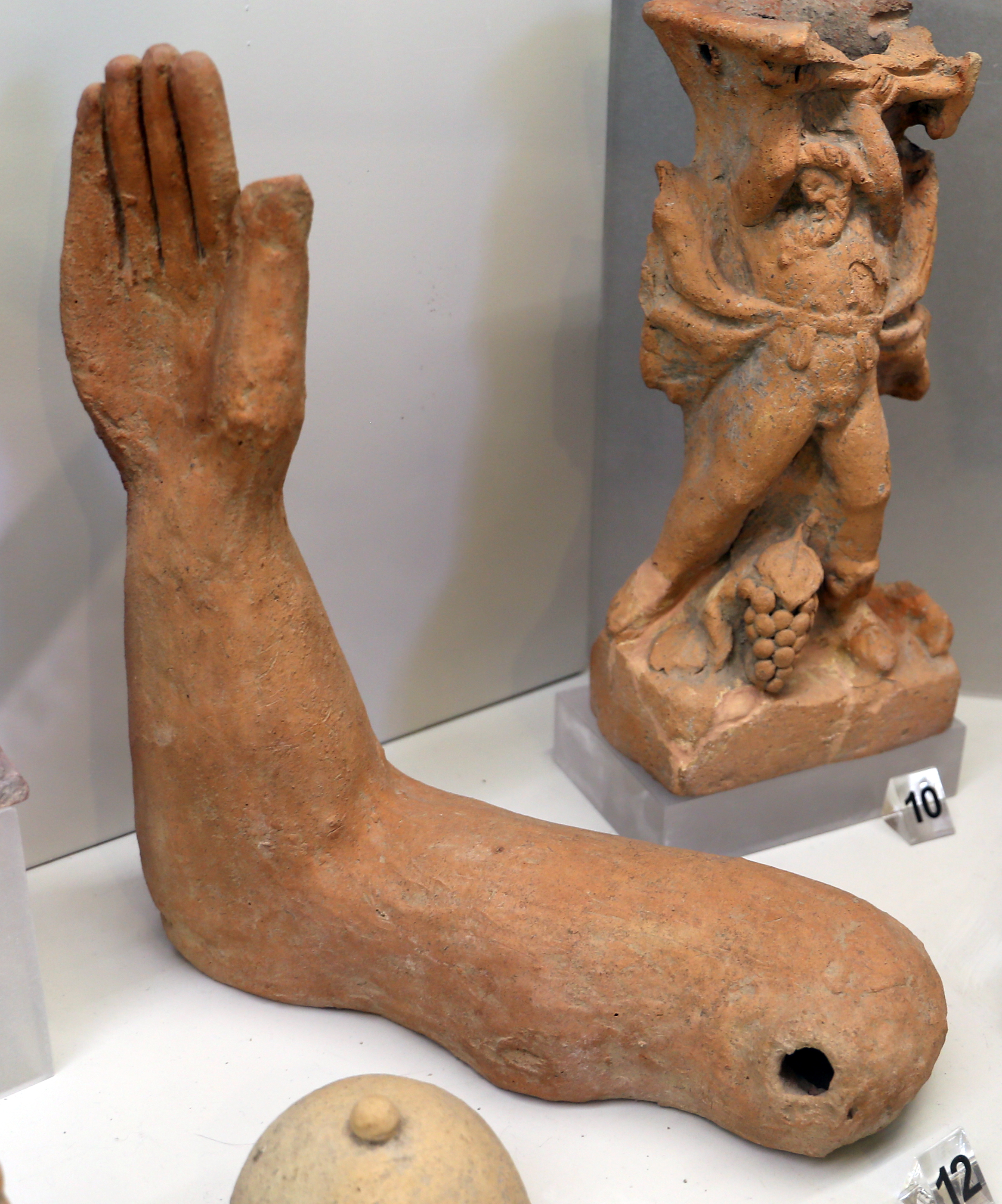
Ex-voto anatomique représentant un bras, découvert à Vulci.
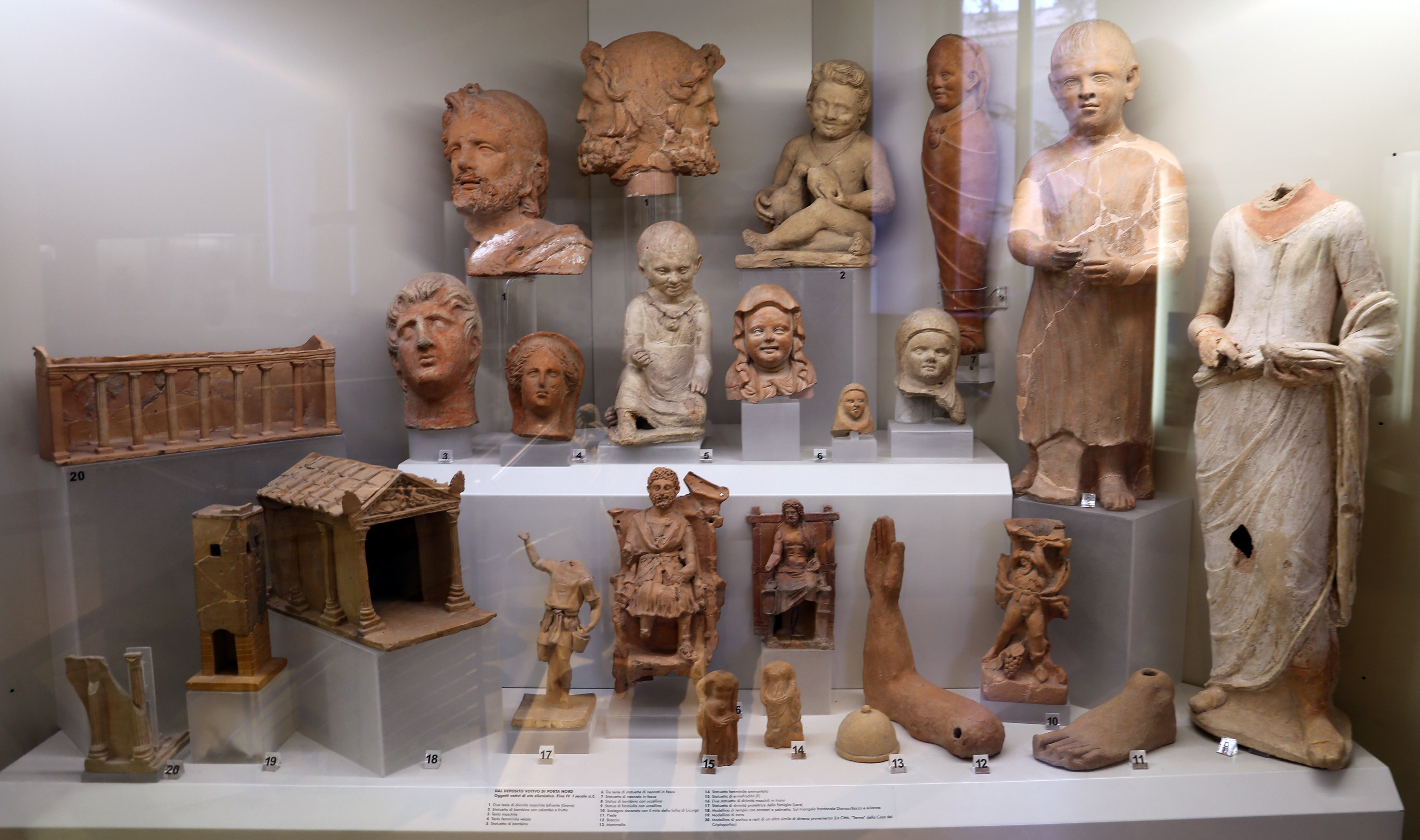
Dépôt votif de Vulci (porte nord de la ville), époque hellénistique.
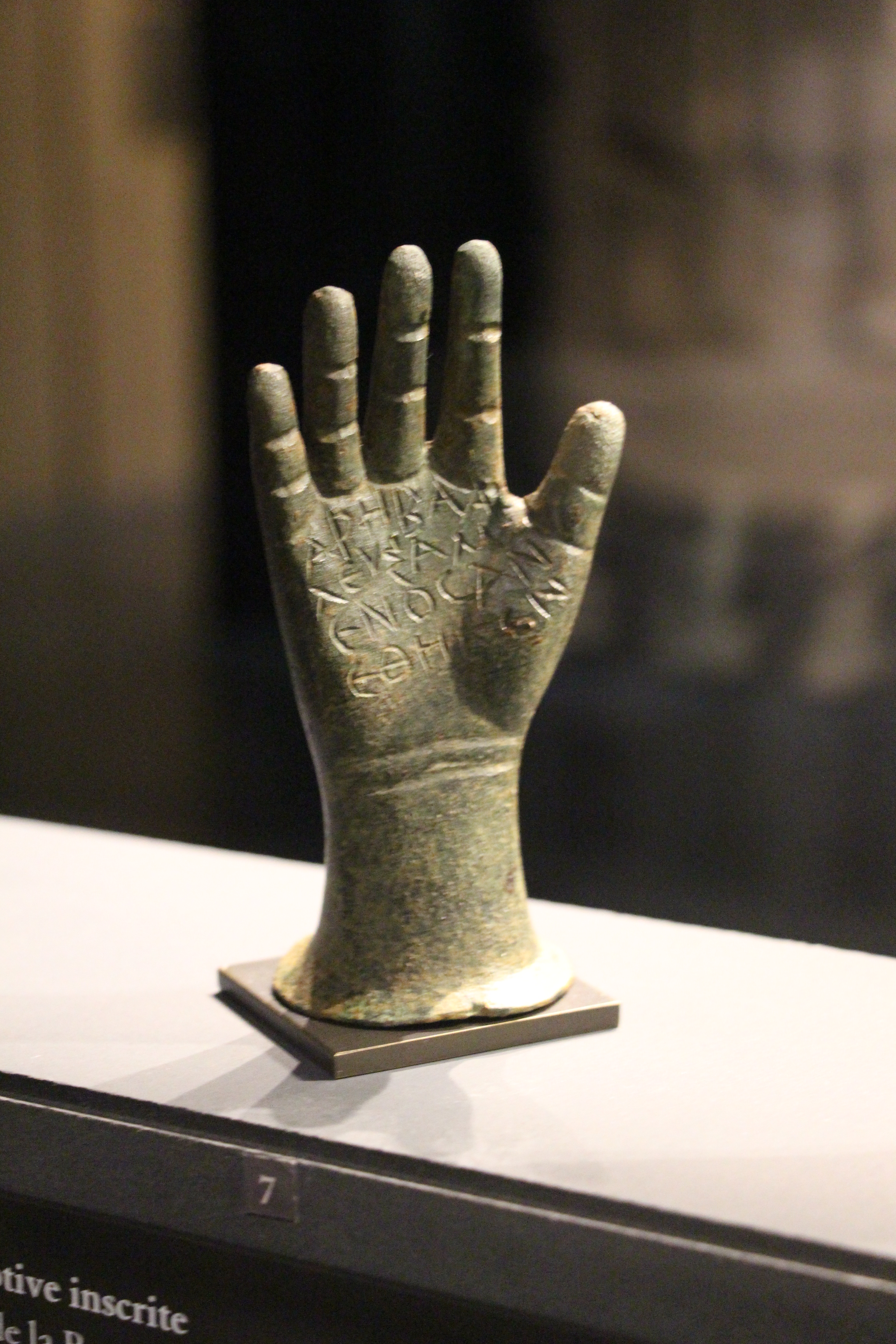
Ex-voto anatomique en forme de main, portant une inscription de remerciement en grec. Découverte au Liban (musée du Louvre).
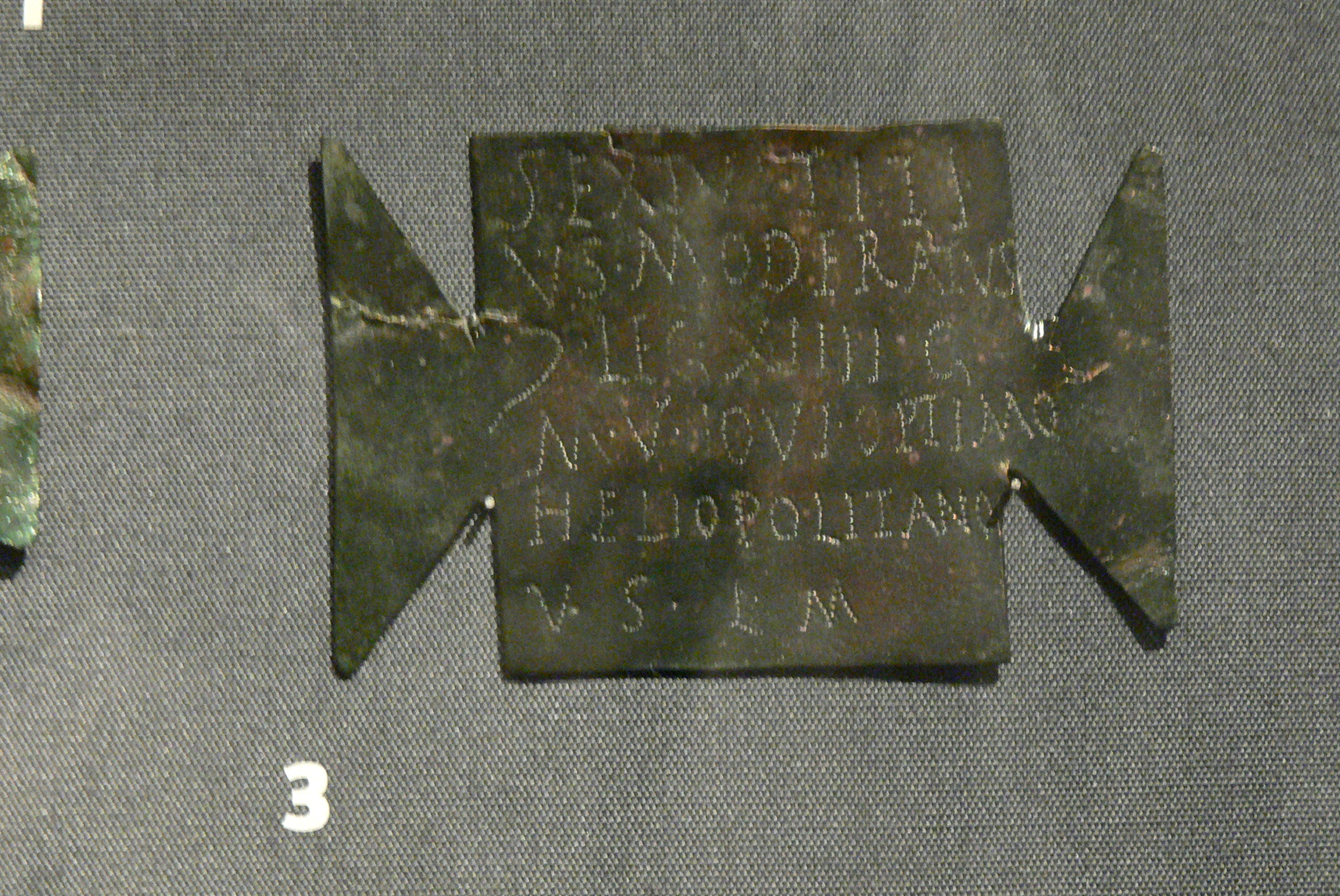
Ex-voto en bronze de forme tabula ansata du camp romain de Carnuntum. Sextus Titi/us Moderatus / c(enturio) leg(ionis) XIIII G(eminae) / M(artiae) V(ictricis) Iovi Optimo / Helipolitano / v(otum) s(olvit) l(ibens) m(erito).
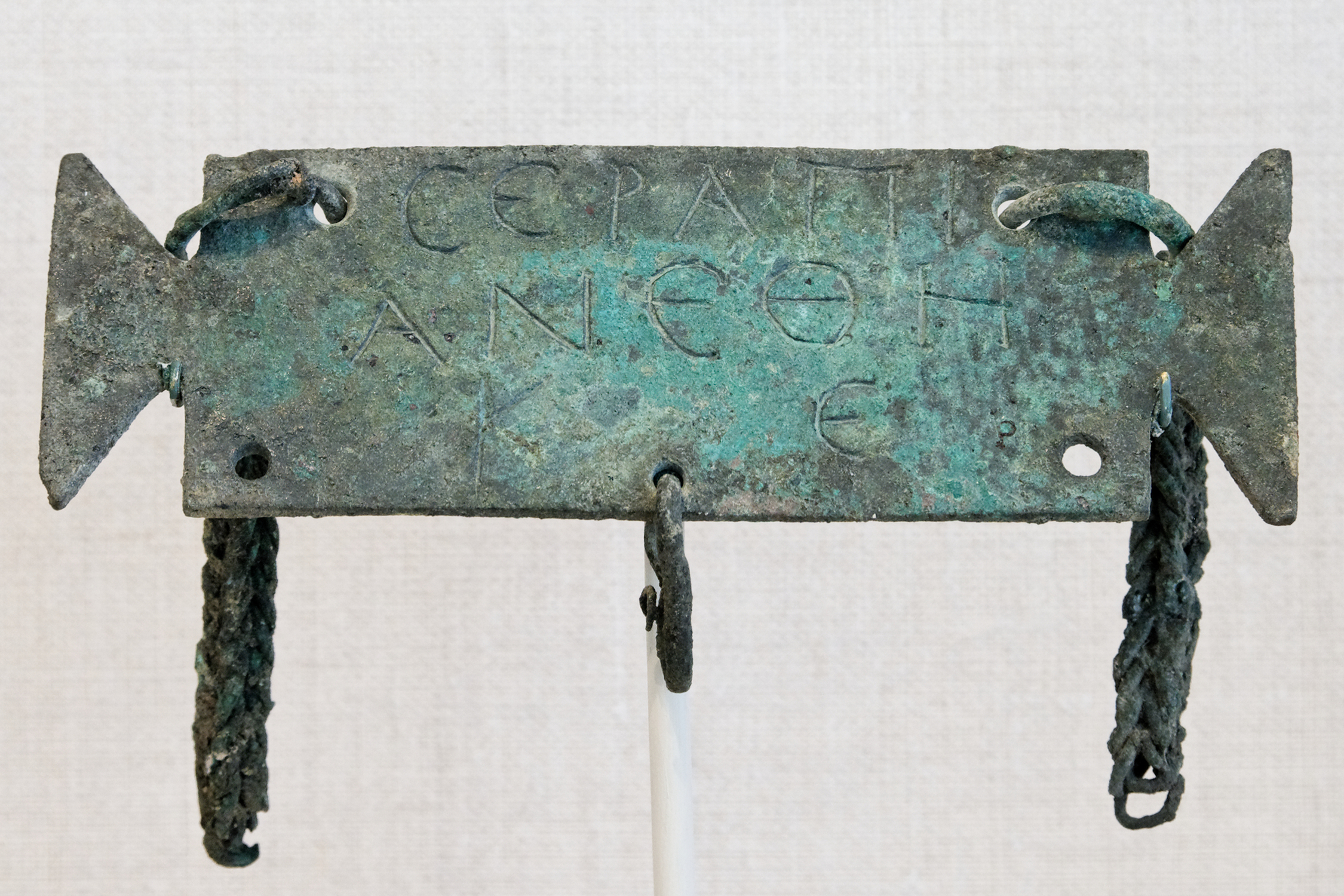
Petite tabula ansata portant une inscription votive en grec à Sérapis. Objet romain de la période impériale.

### Une relation d'échange
Ces différents gestes traduisent la principale nature de l’ex-voto : celle qui fait de lui l'objet d'un contrat, au cours duquel il y a échange, don et contre-don, entre la divinité et le fidèle contractant.

Mais le dépôt de ces objets est caractérisé par la création d’un lien sacralisé entre le dédicant et la divinité tutélaire ainsi que par l’engagement spirituel ou la gratitude du dédicant. 

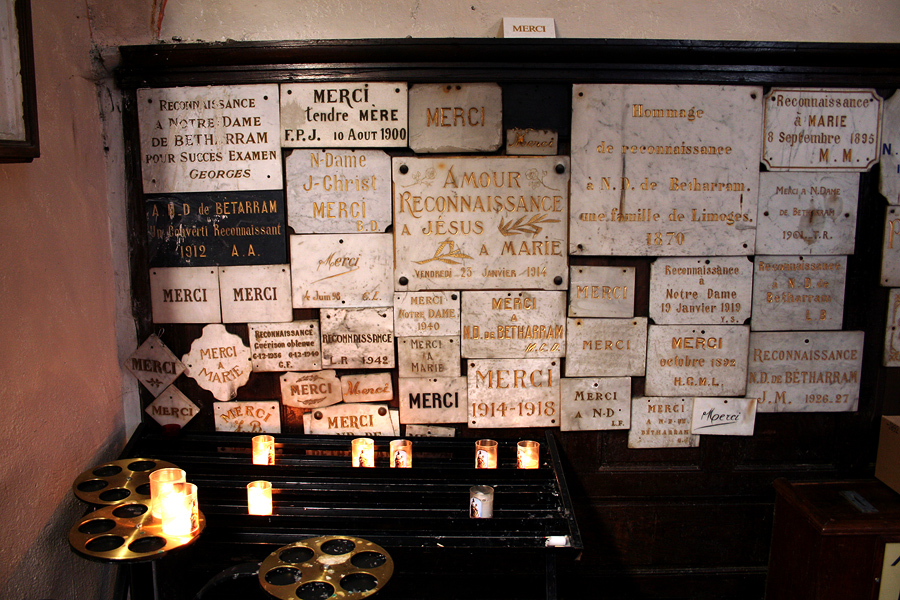
Ex-Voto du sanctuaire de Notre-Dame de Betharram (France).
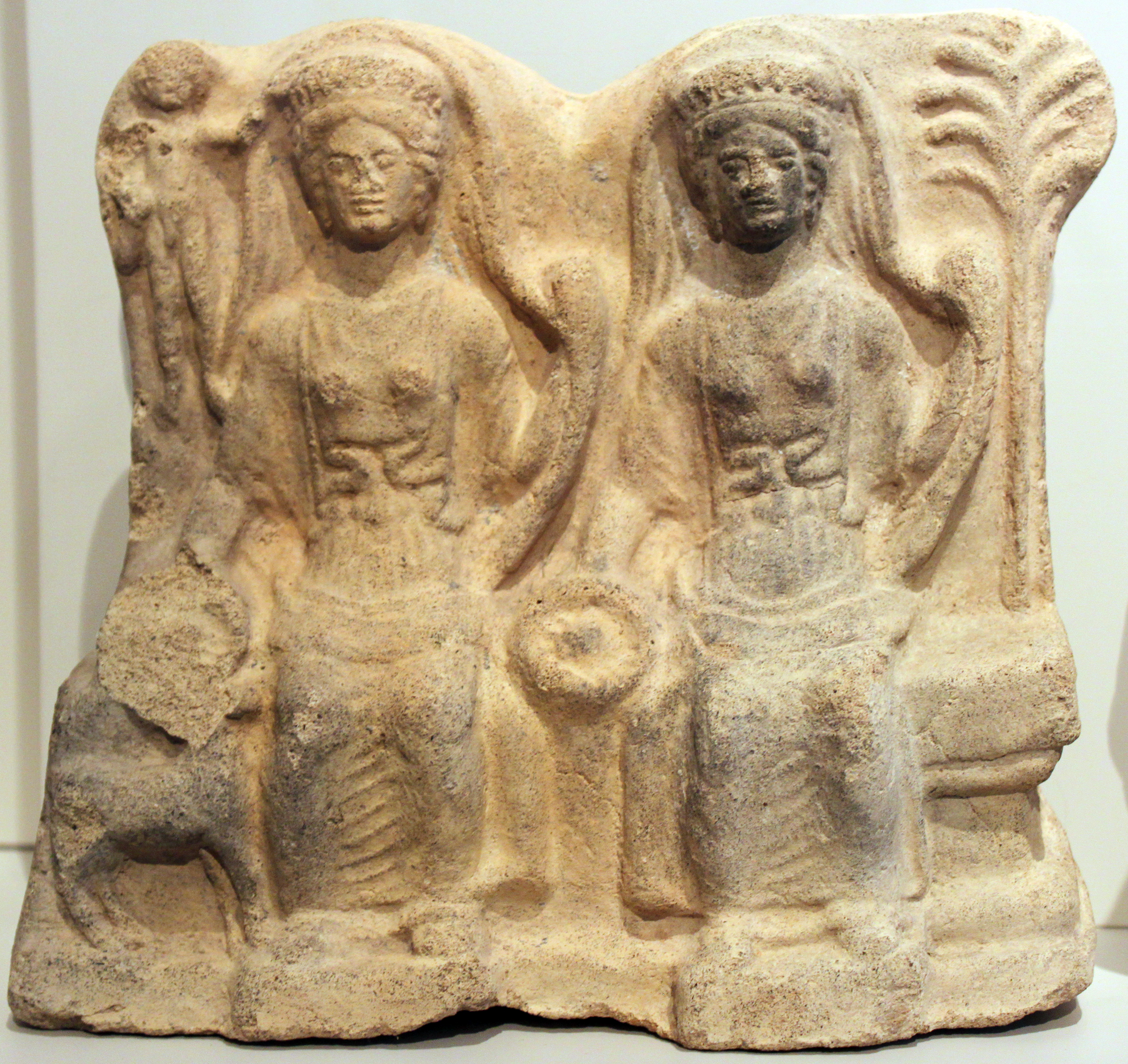
Offrande votive : Apulu et Artumes de Cerveteri (Italie), IVe siècle av. J.-C.
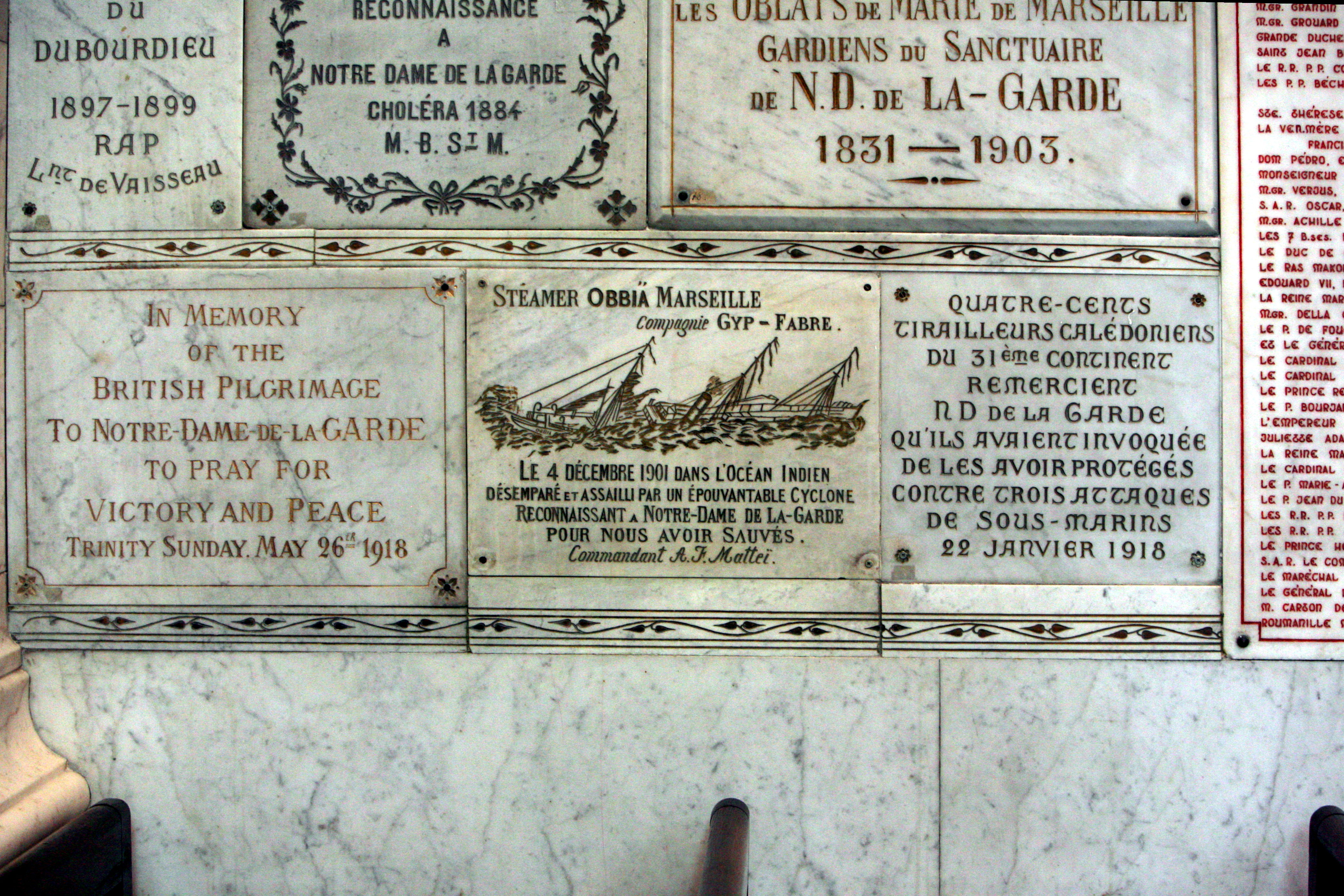
Ex voto de la basilique Notre-Dame de la Garde.

L’ex-voto n’a d’autre valeur que celle qui lui est accordé par le sens qu’on lui donne.
Qu’il soit une fine sculpture de marbre ou un simple tesson, il n’est jamais que symbole et n’a d’autre singularité que celle qui tient à sa fonction ; la qualité, les performances artisanales et techniques n’interviennent pas dans son statut exclusivement sociologique.
Il est constitutif de l’être humain d’échanger, et en matière de vœux, tout peut être offert, de ce fait, l’ex-voto est difficilement saisissable typologiquement et sociologiquement puisqu’il est l’universalité du processus social de l’échange ; qu’il soit propitiatoire, gratulatoire, ou encore surérogatoire.

## Historique et aire de diffusion

### Religions antiques et polythéismes méditerranéens

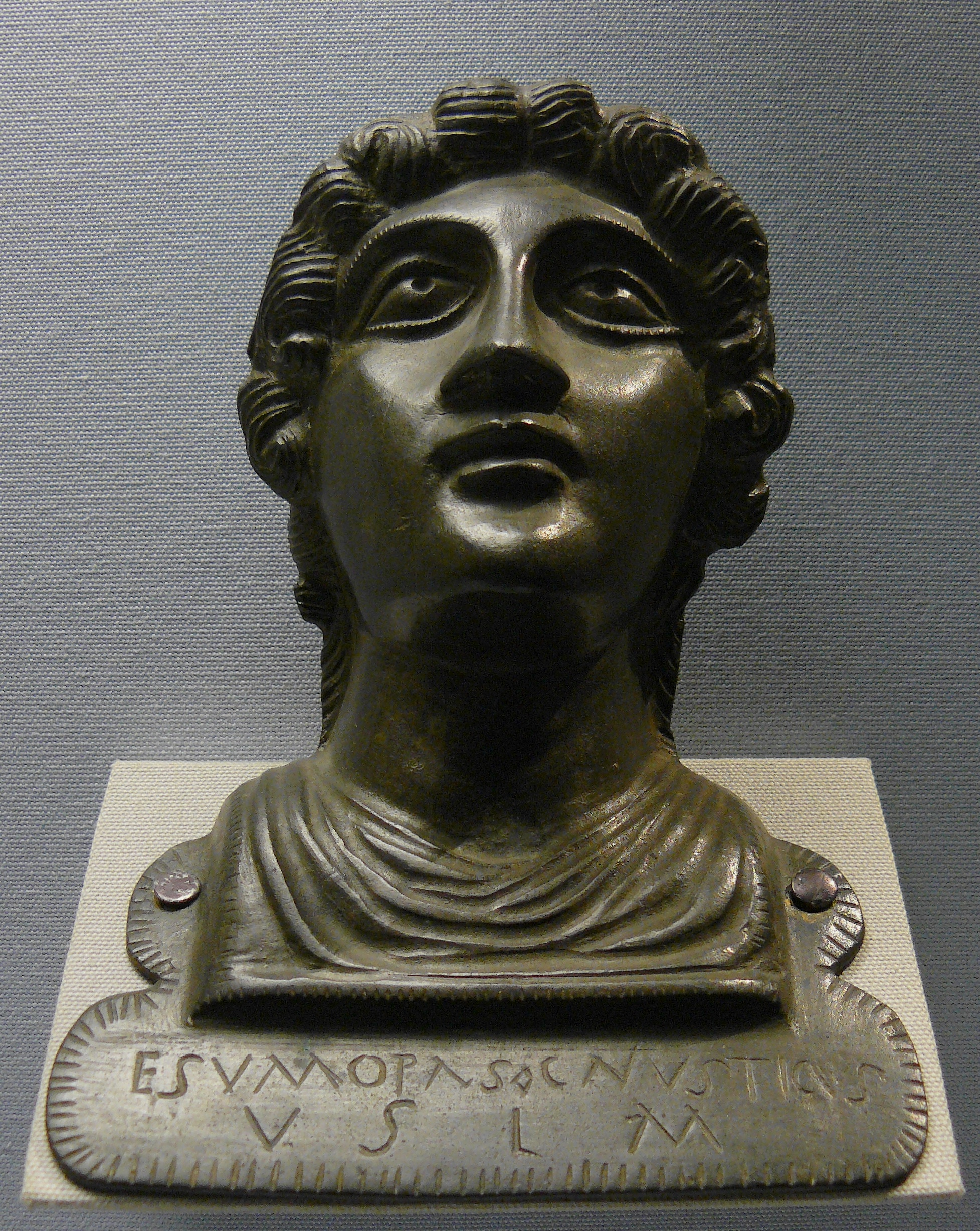
Ex-voto de Esumopas Cnustious M.A.N..

La notion d’ex-voto est originellement en corrélation avec celle de divinité.
Il serait ainsi possible d’en faire remonter la notion dès les ères néolithiques ou dans les civilisations égyptienne et mésopotamienne.

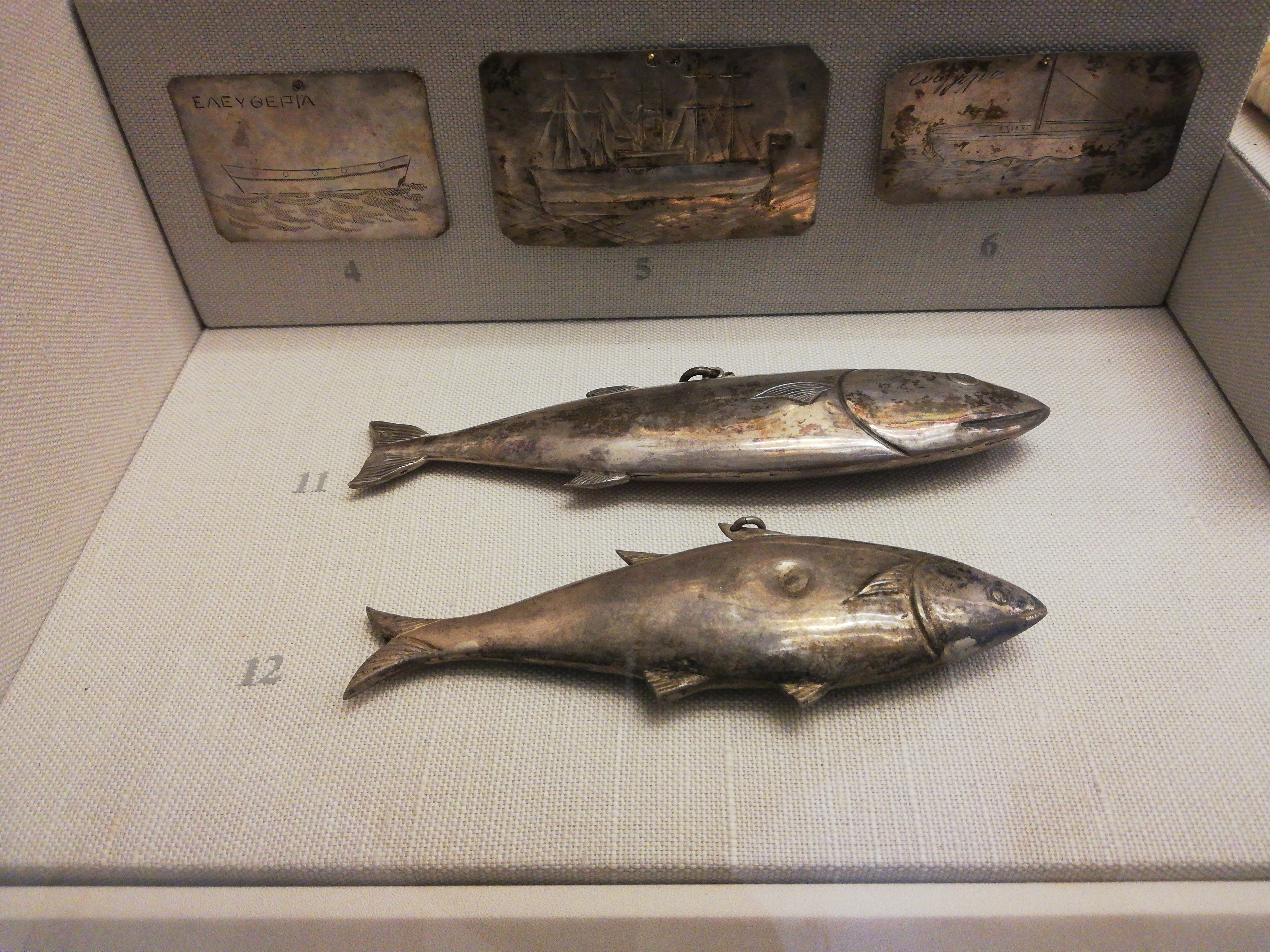
Ex-voto en forme de poisson. Constantinople, XIXe siècle. Collections du Musée Benaki, Athènes.

Cependant, les premiers dépôts votifs attestés sont localisés à Chypre aux environs du Ier millénaire av. J.-C.
En droite filiation, semble-t-il, de l’usage qu’en firent les Grecs, les Étrusques et le monde romain usèrent abondamment de l’ex-voto dans son acception théurgicale.
S’il paraît attesté que l’ex-voto n’a pas pris part aux rites religieux gaulois, il sera a contrario parfaitement assimilé en Gaule romaine, particulièrement dans le cadre du culte de l’eau et des divinités guérisseuses.
Représenté parfois par l'objet même du vœu, une jambe, un sexe, une oreille, l'ex-voto romain et gallo-romain est parfois revêtu de la formule latine abrégée V.S.L.M. Votum Solvit Libens Merito (« Il s'est acquitté de son vœu, de bon gré, comme il se doit »).
Les ex-voto anatomiques romains constituent des découvertes fréquentes dans les sanctuaires médicaux liés aux divinités de la médecine : Apollon, Asclépios, sanctuaires de source.

### Dans le christianisme

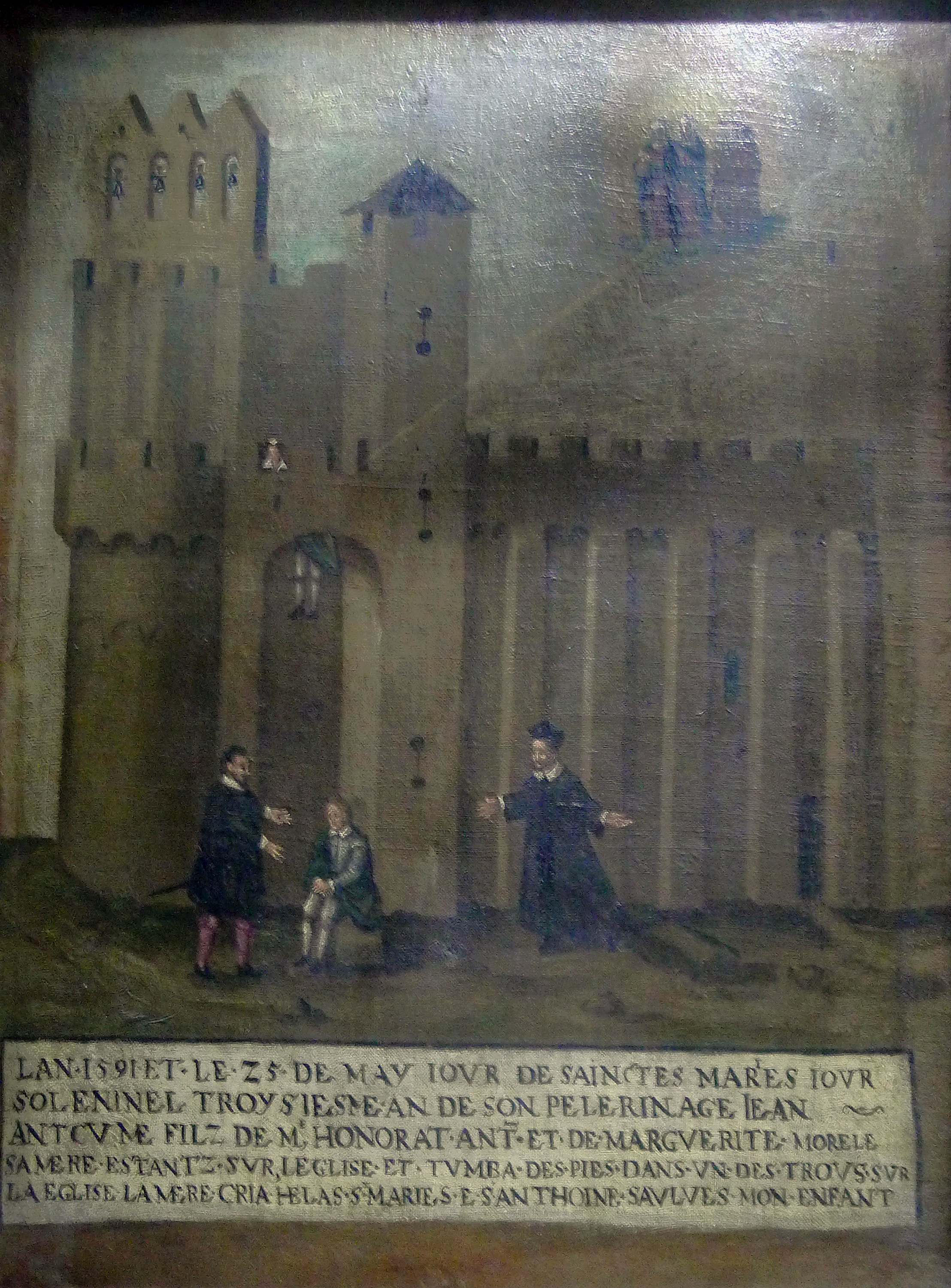
Ex-voto de 1591 - Les Saintes Maries-de-la-mer.

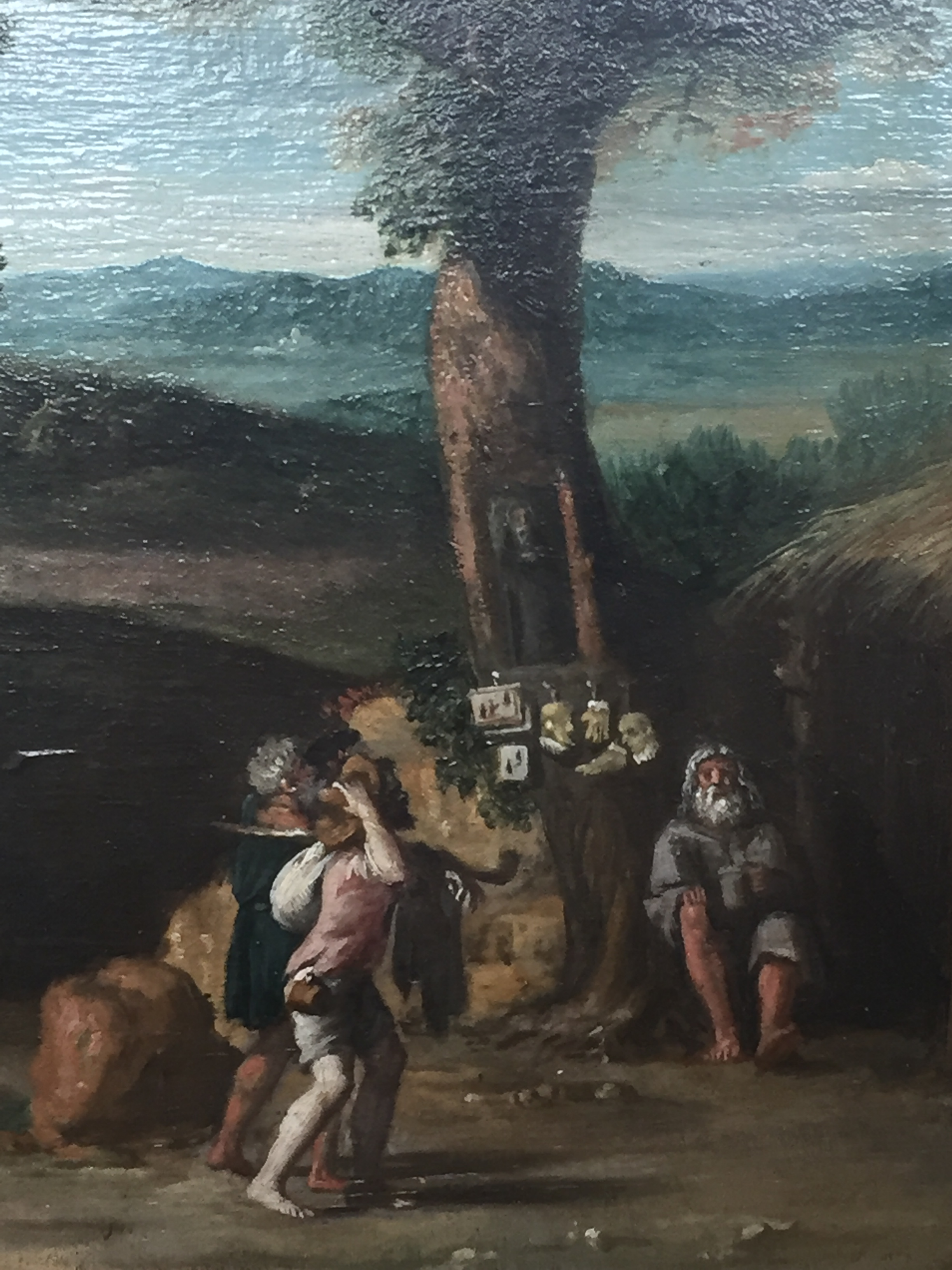
Ermite d’un ordre mendiant avec ex-voto anthropomorphes et peints, détail du Paysage avec Ermite, Peinture du Dominiquin (1581-1641), musée du Louvre.

Héritées du paganisme, ces coutumes, très développées chez les Étrusques, perdureront au sein du haut christianisme.
Dans un premier temps combattu par l’Église durant le Haut Moyen Âge, le dépôt d’ex-voto sera normalisé sans être toutefois rattaché à aucun exercice liturgique officialisé.
Dans toute la Chrétienté, le fait votif sera intégré aux manifestations cultuelles et aux pèlerinages.
En aparté des cultes officiels, la religion populaire usera des ex-voto parfois aux frontières de la superstition, voire parfois de la profanation.
Le christianisme occidental aura alors un effet catalyseur sur leur usage qui se diffusera dans les colonies (spécifiquement en Amérique latine) ; la religion orthodoxe en étendra, elle, l’usage jusqu’en Asie mineure.
Une transmission directe du paganisme au christianisme, si elle n'est pas à exclure dans certains aspects particuliers, est impossible à démontrer dans tous les usages votifs.
En ce qui concerne les ex-voto anthropomorphes, cela pourrait cependant relever d'un constat visuel manifeste qui se dégage de nombreuses collections étrusques ou corinthiennes où des mêmes représentations en terre cuite se retrouvent réalisées en métal dans nombre d’églises notamment italiennes plus d’un millénaire plus tard.

### Une pratique contemporaine
Au XXe siècle, l'église fait état d'une pratique votive conséquente, et tout particulièrement en Italie, où les ex-voto peuvent être réalisés avec très peu de moyens.

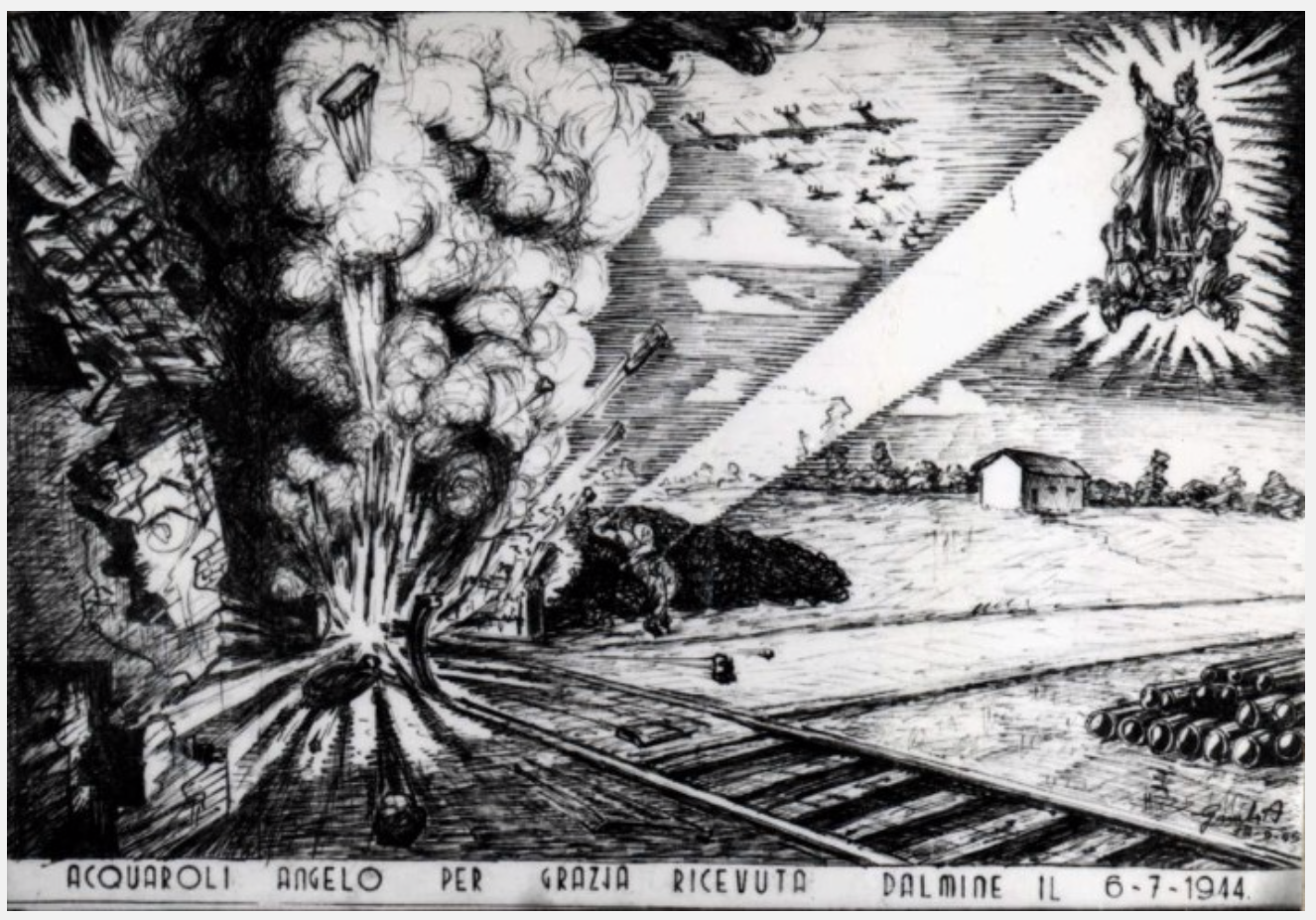
Ex-voto bergamasque réalisé à la suite d'un bombardement aérien pour grâce reçue, encre sur papier, 1945.

## Ex-voto marins
Dans de nombreux pays ayant une façade maritime et des communautés de marins importantes, on rencontre des ex-voto à caractère maritime. Ces ex-voto peuvent prendre la forme de modèles réduits de navires (plus fréquents en France sur la façade Manche/Atlantique que sur la façade méditerranéenne), de tableaux, en général légendés de façon précise, ou encore de dioramas et de bateaux en bouteille. 
Le plus souvent de nature gratulatoire, ils sont dans ce cas liés à des vœux faits par des marins, parfois par des passagers de navires, à l'occasion de périls encourus en mer : tempête, incendie à bord, danger d'échouage, accident personnel lié au métier de marin (chute depuis la mâture, homme à la mer, accidents liés aux machines et chaudières) ou encore d'événements de guerre, tel que torpillage ou combat naval.

### Maquettes de bateaux
Les maquettes votives de bateaux sont offertes par les communautés de marins pour se placer sous la protection divine : ces maquettes, souvent de facture très fidèle à l'original sont suspendues de façon bien visible au centre de la nef de l'église. Elles sont particulièrement nombreuses au Danemark et en Scandinavie sous le nom de Kirkskibet (navires d'église ou Church ships en Grande-Bretagne). La plupart des maquettes sont des offrandes propitiatoires, faites en demande de protection avant d'entreprendre une expédition maritime, mais sans lien avec une épreuve, un danger ou une « fortune de mer » spécifique.
Certaines sont destinés aux processions, il s'agit souvent de maquettes de grande taille, installées sur un brancard spécial, porté à l'épaule, destinées aux fêtes religieuses (telles les pardons bretons et les fêtes de saints considérés comme les protecteurs des gens de mer)
Les maquettes réalisées par les matelots sont souvent de facture précise, et constituent autant de documents intéressants pour l'archéologue naval, mais comme noté par le commandant Hayet dans ses livres, les créateurs ont parfois eu tendance à « flatter le modèle » en gratifiant la maquette d'une voilure ou d'une batterie de canons proportionnellement plus importante que sur le navire réel.

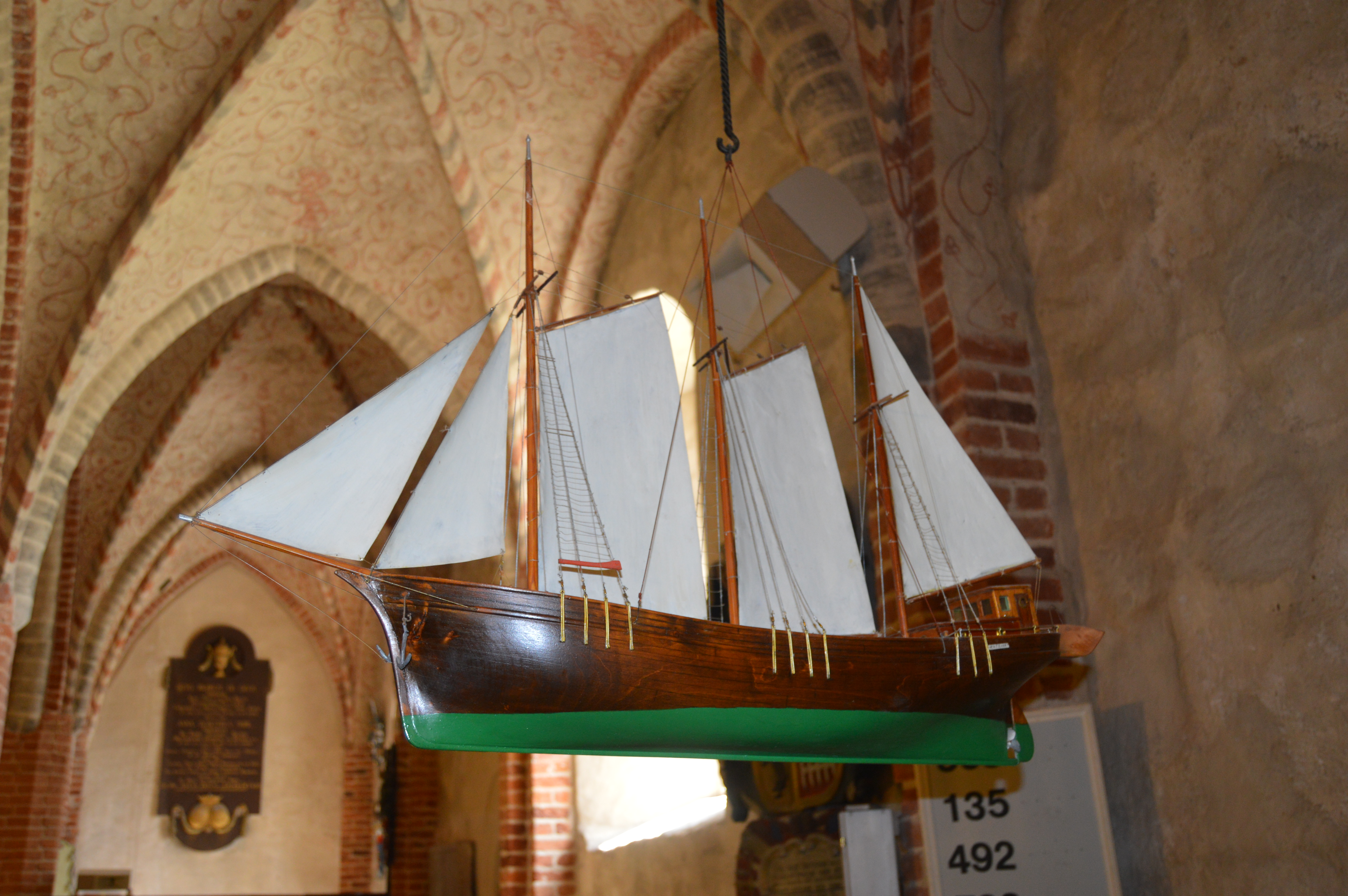
Ex-Voto (kirkon votiivilaiva) de la cathédrale de Porvoo en Finlande.
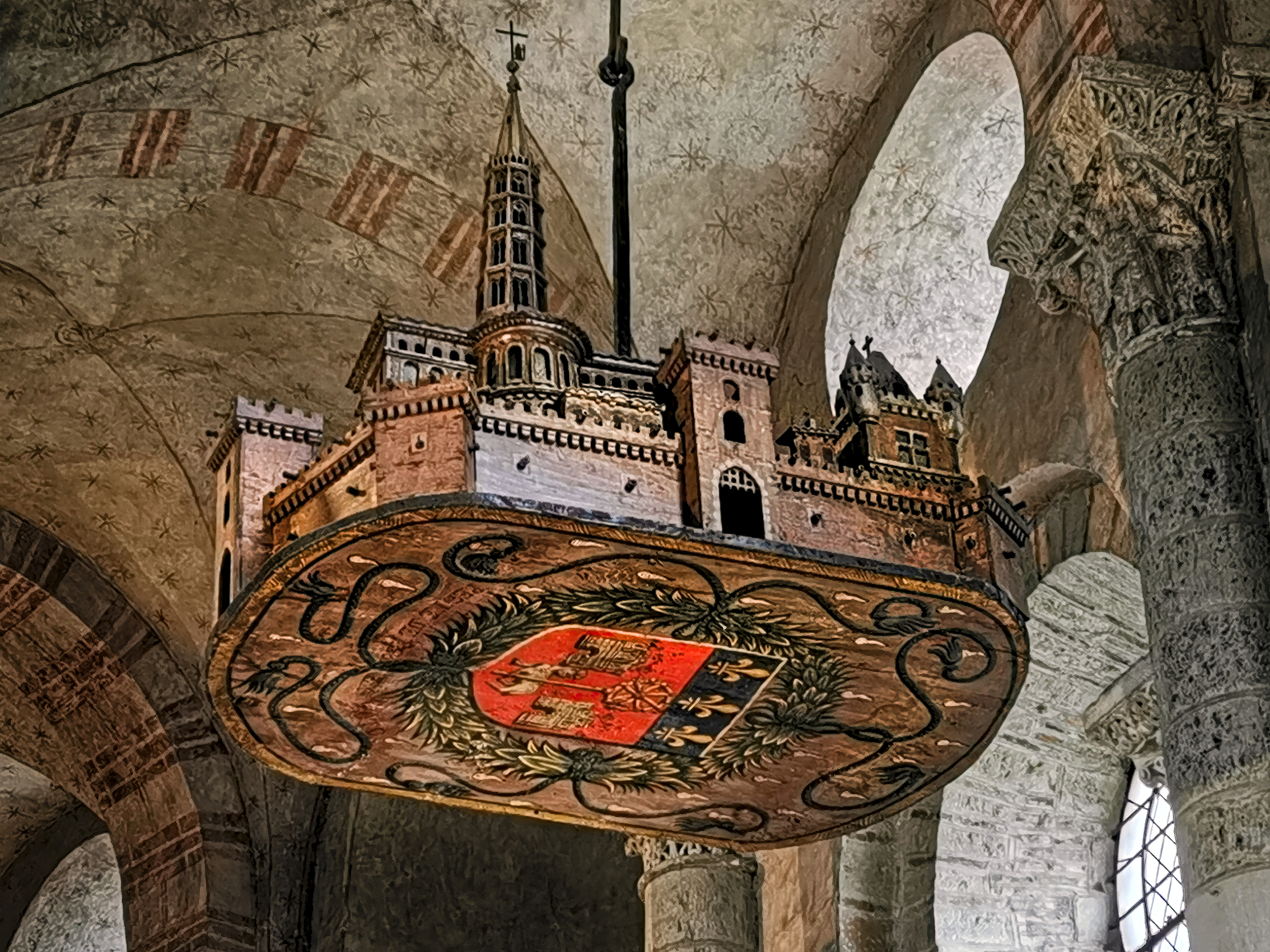
Ex-voto de la peste 1528 basilique Saint Sernin de Toulouse.
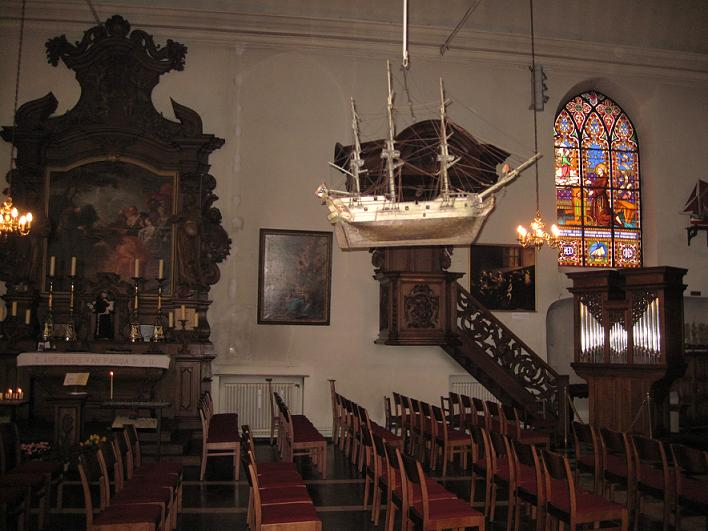
Vue de l'intérieur de l'église des Capucins d'Ostende avec une maquette de corvette du XVIIIe siècle.
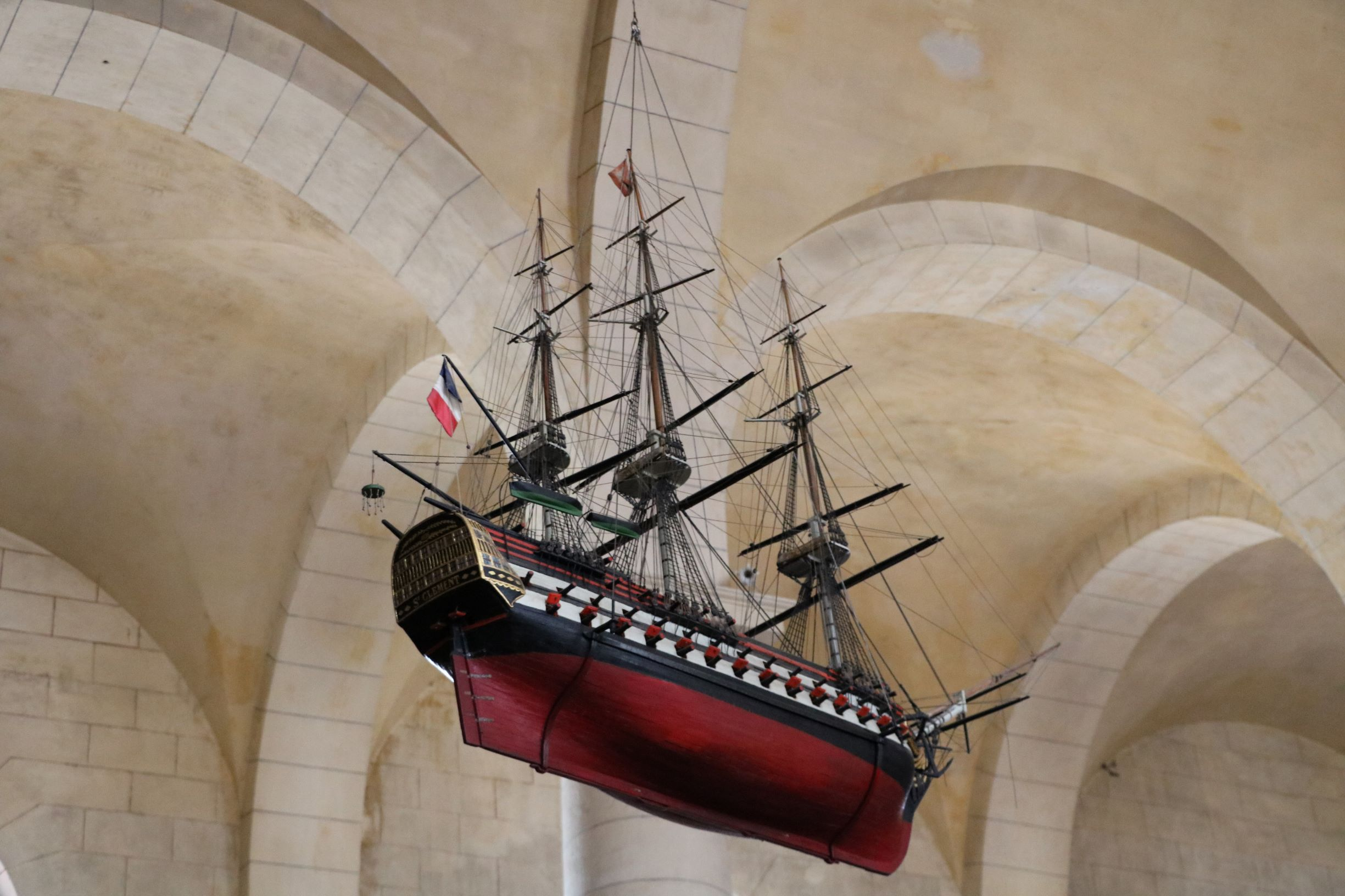
Ex-voto dans l'église Saint-Martin de Pauillac représentant le bateau de guerre Saint-Clément.
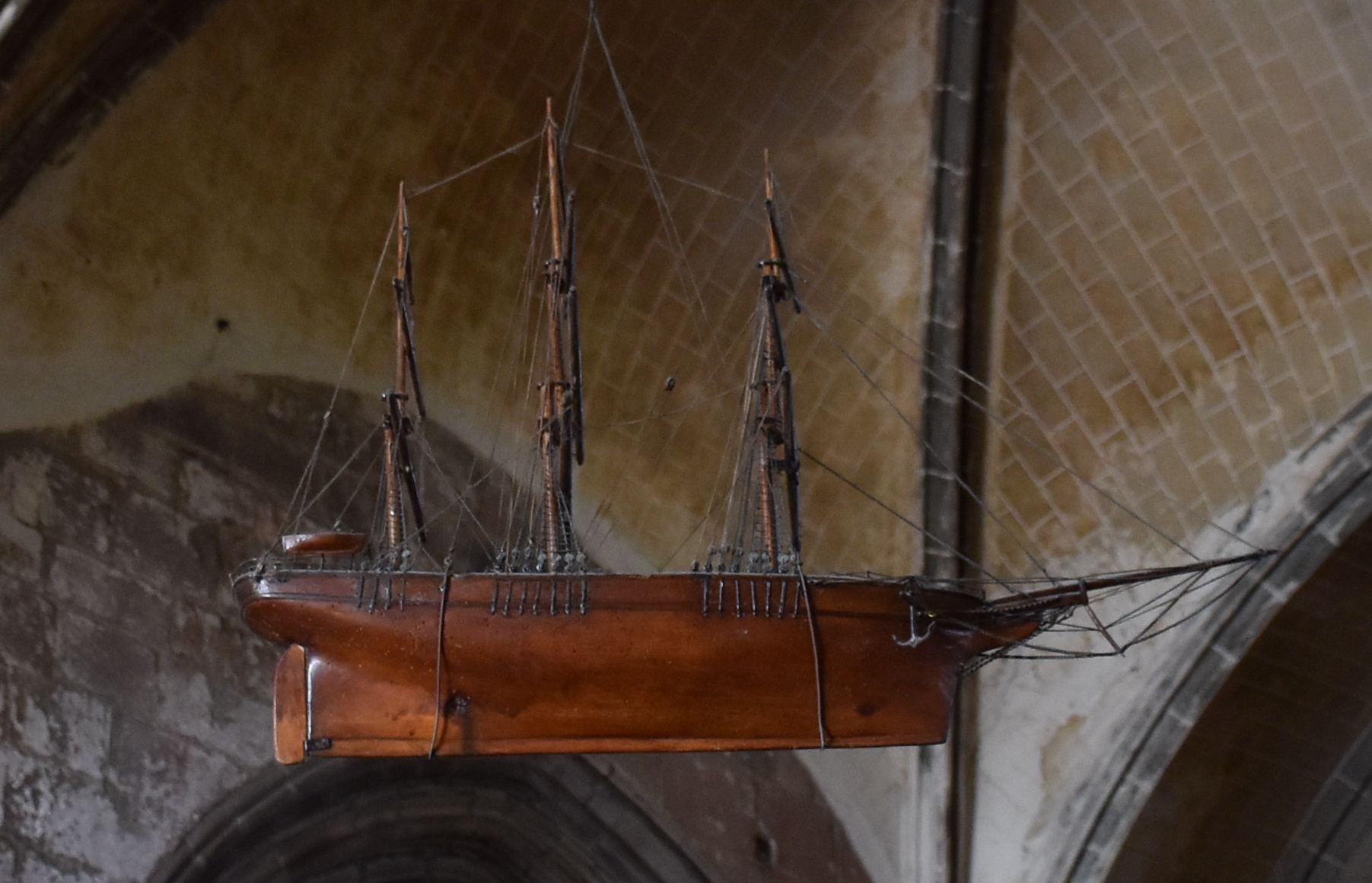
Ex-voto dans l'église Saint-Suliac de Saint-Suliac.
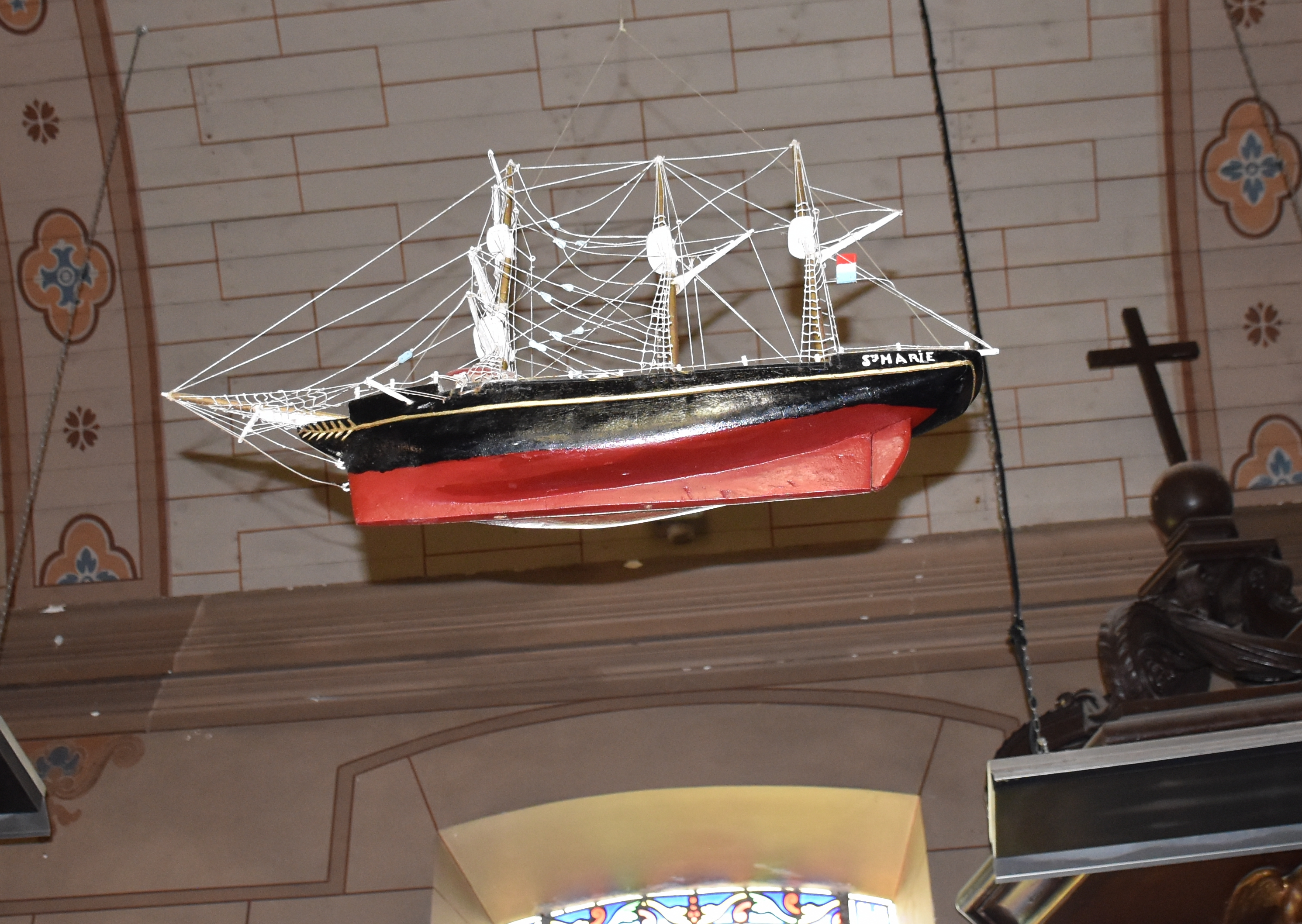
Ex-voto : bateau Sainte-Marie dans l'église Saint-Benoît de Saint-Benoît-des-Ondes.

### Peintures de bateaux
Il en va de même pour les tableaux, de facture souvent naïve lorsque réalisée à bord, sur de la toile à voile et avec de la peinture tirée des réserves du navire.D'autres tableaux plus académiques étaient souvent réalisés de retour au port d'attache par des peintres professionnels spécialisés.
Le commandant Hayet, ancien officier au long cours et mémorialiste de la dernière période de la marine à voile ironise gentiment, dans son livre Us et coutumes à bord des grands voiliers, sur les vœux des matelots et les ex-voto promis qui subissaient de « subtiles adaptations » une fois le péril terminé.
Tel matelot qui avait promis une maquette de trois-mâts réalisait en effet un trois mâts, mais gréé en goélette, donc d'une exécution infiniment plus simple qu'un modèle gréé avec de complexes voiles carrées, tel autre qui avait promis un cierge gros comme le grand mât ou la vergue de misaine faisait confectionner un cierge du même diamètre, mais long seulement d'une trentaine de centimètres.

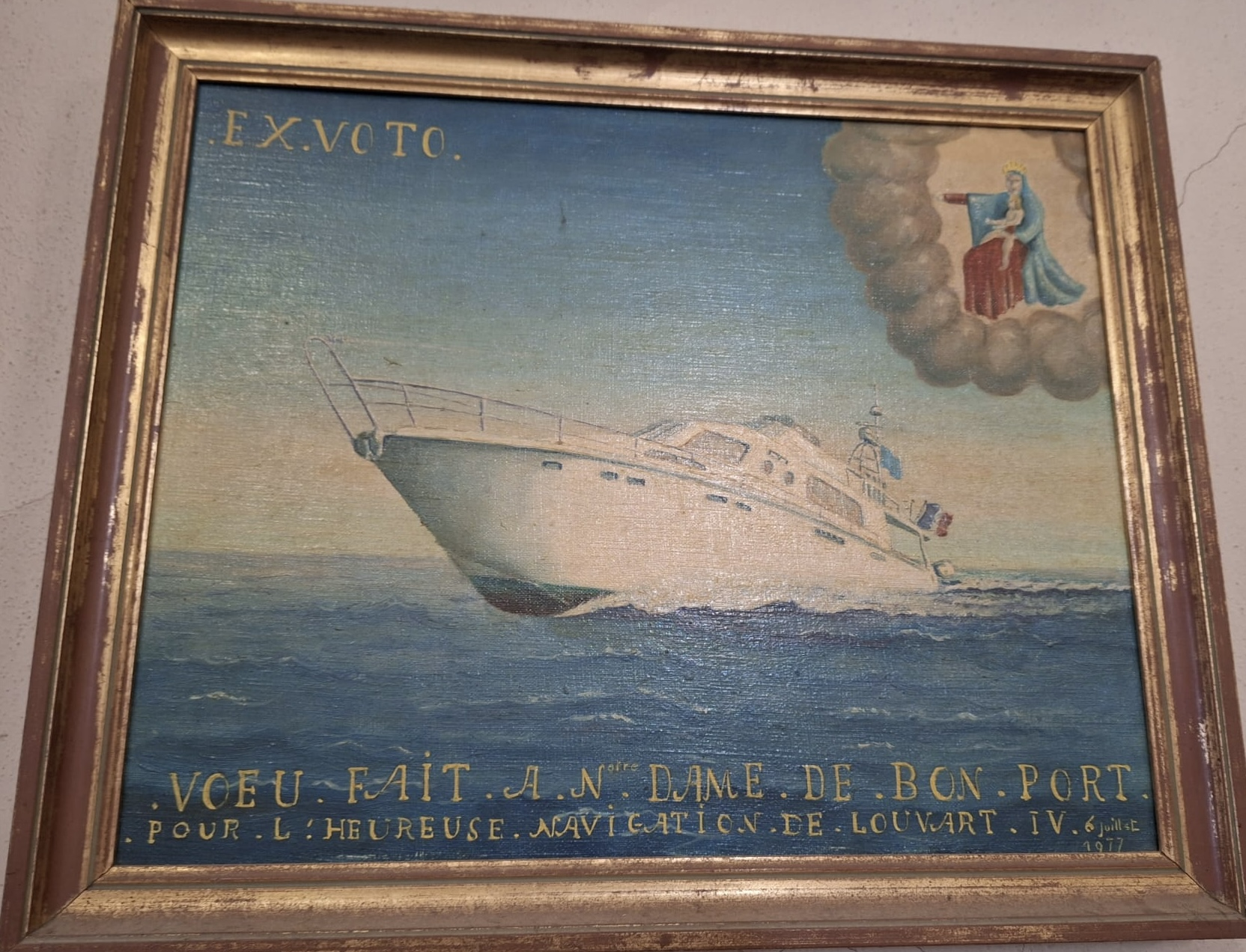
Ex Voto offert en 1977 à Notre-Dame de Bon-Port. Église Notre-Dame de la Garoupe, Antibes. France.
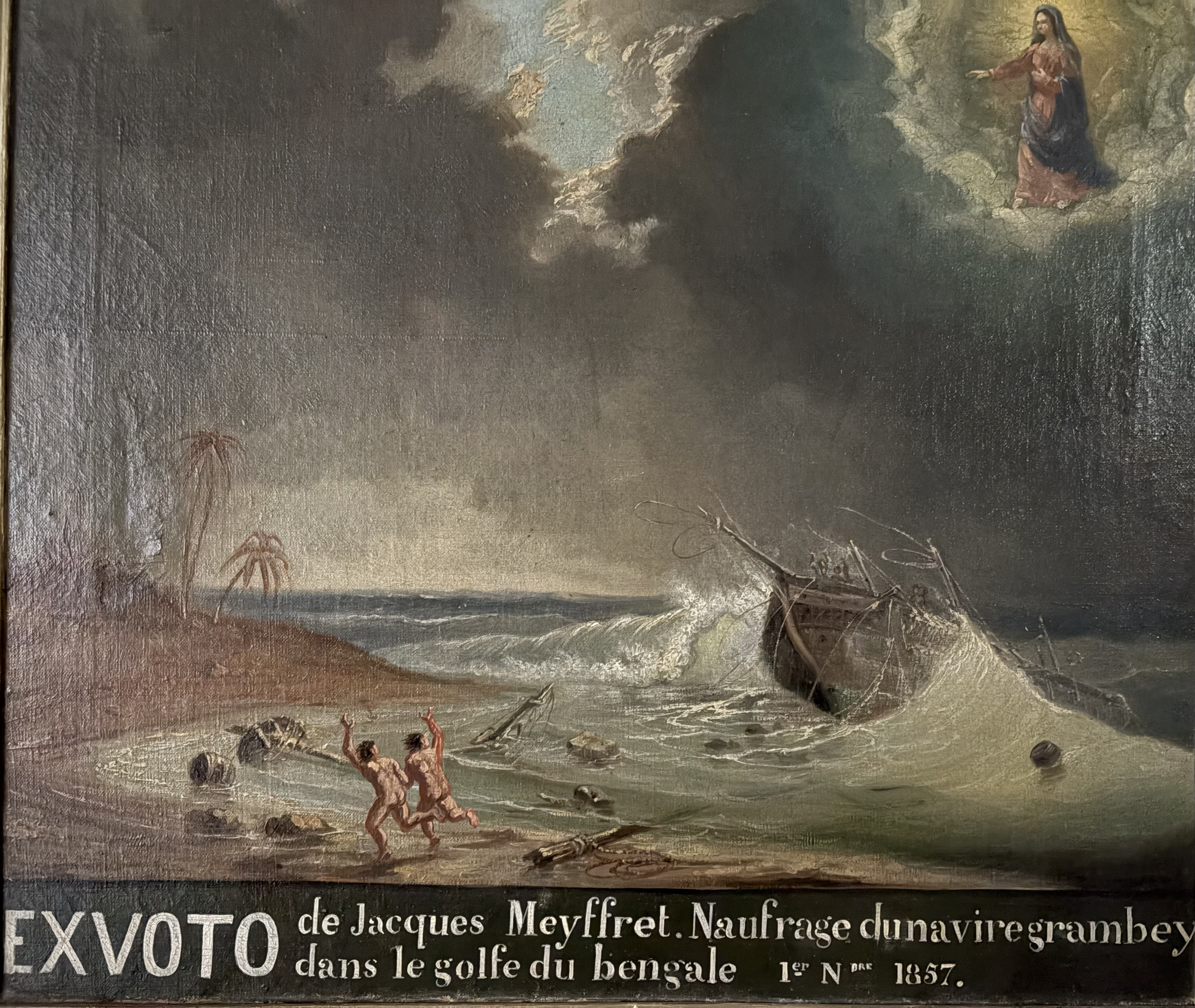
Ex-voto remerciant Notre-Dame de Bon-Port pour son intervention lors d'un naufrage dans le golfe du Bengale en 1857. Église Notre-Dame de la Garoupe, Antibes. France.

### Expositions
Trois expositions relatives aux ex-voto marins ont été organisées par "l'Association pour la sauvegarde et l'étude des ex-voto marins et fluviaux" et le musée national de la Marine, avec la collaboration du CNRS et sous la direction de Michel Mollat du Jourdin : 
- Ex-voto marins du Ponant en 1975-1976 à Nantes, Caen et Dunkerque (exposition itinérante).
- Ex-voto de Méditerranée en 1978-1979 à Collioure, Antibes et Marseille (exposition itinérante).
- Ex-voto marins dans le monde, de l'antiquité à nos jours, du 11 juin au 18 octobre 1981 au musée national de la Marine de Paris.

### Les marins de Christophe Colomb
Des trois navires du premier voyage de Christophe Colomb, le navire amiral, la Santa Maria, avait fait naufrage à Hispaniola le 25 décembre 1492, ne laissant que La Niña et La Pinta pour faire le voyage de retour.
39 hommes sont restés en arrière, les premiers colons espagnols dans les Amériques. Colomb prend le commandement de La Niña ; Martin Alonso Pinzón conserve le commandement de la Pinta.
Le 14 février 1493, dans l’océan Atlantique à l’est des Açores, ils rencontrent une tempête qui menace de renverser les deux caravelles. Dans la tempête, les bateaux ont perdu le contact les uns avec les autres et l’équipage de la Niña a craint le pire. C’est à ce moment que l’amiral Colombo a proposé une série d'offrande.

L’amiral a ordonné que les matchs doivent être exprimés pour l’un d’eux d’aller en pèlerinage[style à revoir] à Santa Maria di Guadalupe et porter une cire de cône de cinq kilos de poids ; il a fait jurer à tous que celui sur qui était tombé le sort, accomplirait le pèlerinage. À cette fin, autant de pois qu’il y avait de personnes à bord ont été sélectionnés, l’un d’eux a été marqué d’une croix, et le tout secoué ensemble dans une casquette. Le premier à mettre la main dessus était l’amiral, et il a dessiné le petit pois croisé. Ainsi le sort tomba sur lui, et il se considérait destiné à accomplir le pèlerinage. Un autre lot a été pris pour un pèlerinage à Santa Maria di Loretto, dans les marches d’Ancône, territoire du pape, qui est la maison où la Vierge a fait tant de miracles, ce qui est tombé sur un marin de Puerto de Santa Maria, dit Pedro de Villa ; L’amiral promit de lui fournir de l’argent pour ses dépenses. Un troisième lot fut décidé, pour le choix d’une personne qui devait veiller toute une nuit à Santa Clara de Moguer, et y faire célébrer une messe ; il tomba de nouveau sur l’amiral. Après cela, lui et tout l’équipage firent vœu d’aller en procession, vêtus d’habits pénitentiels, à la première église dédiée à la Vierge qu’ils rencontreraient en arrivant à terre, et là ils payèrent leurs dévotions. En plus de ces vœux généraux, chaque individu faisait son privé, en s’attendant à se perdre, tant la colère de l’ouragan était furieuse.
Christophe Colomb et Bartolomé de las Casas.[pas clair]

## Quelques lieux célèbres pour leurs pratiques votive

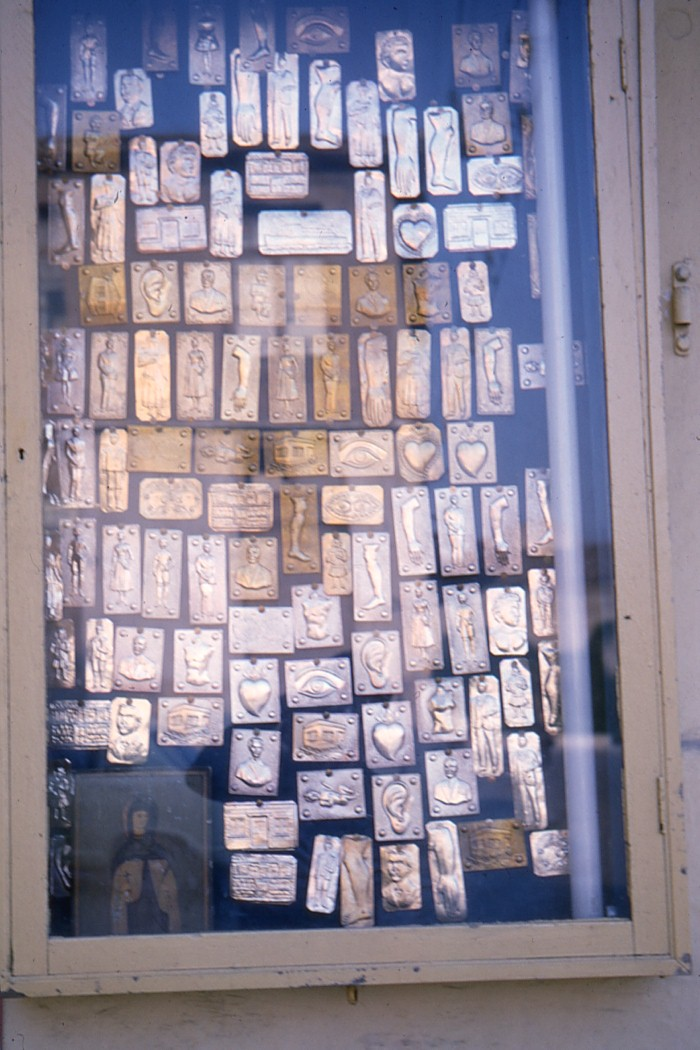
Vitrine d'un marchand d'ex-voto à Athènes en 1966.

### France
- Basilique Notre-Dame de Marienthal de Haguenau (Bas-Rhin).
- Ex-voto de la peste 1528 basilique Saint Sernin de Toulouse.
- Église Saint-Paul d'Hyères (Var).
- Prieuré de Notre-Dame de Thierenbach (Haut-Rhin).
- Église Saint-Germain-des-Prés : ex-voto à sainte Rita, patronne des causes désespérées.
- Notre-Dame-de-la-Garde, à Marseille.
- Notre-Dame-des-Anges du Massif des Maures, à Pignans (Var).
- Église Notre-Dame de la Garoupe, à Antibes.
- Tombe d'Hélène Soutade, souvent appelée « sainte Héléna » malgré les protestations de l'Église, au cimetière municipal de Toulouse.
- Basilique Notre-Dame du Rosaire et sa crypte, à Lourdes.

- Sanctuaire de Notre-Dame de Laghet, situé dans le hameau de Laghet, commune de La Trinité-Victor (Alpes-Maritimes).
- Sanctuaire Notre-Dame du Beausset vieux et ses 80 ex-voto[5] situé dans le Var dans la commune du Beausset.
- La chapelle Notre-Dame des Auzils et son cimetière marin à Gruissan (Aude).
- La chapelle Sainte-Anne, à Saint-Tropez (Var)
- Chapelle Notre-Dame-de-la-Médaille-miraculeuse, rue du Bac où vécut sainte Catherine Labouré à Paris[6].
- Basilique Notre-Dame-des-Victoires. Sur ses murs, comme pratiquement partout dans la basilique, ont été placés de nombreux ex voto des années 1870.
- Sanctuaire de Sainte-Anne d'Auray (Morbihan) - Basilique consacrée à sainte Anne (mère de Marie et grand-mère de Jésus) - Ex-voto en remerciement d'une grâce dans le cloître et dans le Trésor[7] avec notamment de très nombreuses maquettes de bateaux réalisés par des marins ayant échappé à une « fortune de mer ».
- Église Notre-Dame-de-Bon-Secours de Neuvizy dans les Ardennes.
- Basilique Notre-Dame-des-Victoires (2e arrondissement de Paris) : plus de 37 000 ex-voto.
- Grotte Notre-Dame-de-Lourdes à Thonon-les-Bains (Haute-Savoie).
- La Bénite Fontaine lieu de pèlerinage à La Roche-sur-Foron (Haute-Savoie).
- Prieuré de Saint-Jean-de-Garguier à Gemenos (plus de 300 à dominante de scènes rurales).
- Église Saint-Eubert de Vendeville, ex-voto à sainte Rita, dans le Nord.
- Sanctuaire Saint-Antoine des Hauts-Buttés (08800 Monthermé) : plus de 2 500 ex-voto.
- Orion, ex-voto marin du port de Saint-Goustan (Auray).

### Hors de France
- Sanctuaire de la Consolata, à Turin.
- La Sainte Maison de Lorette, dans la région des Marches italiennes, fut un haut lieu de la pratique votive, comme l'atteste de manière ironique Miguel de Cervantes dans ses Nouvelles exemplaires (1613). Louis XIII, mais aussi Michel de Montaigne ou Anne d'Autriche, ont fait le pèlerinage pour y déposer le leur[8].
- Église des Capucins à Ostende, Belgique.
- L'Oratoire Saint-Joseph du Mont-Royal à Montréal.